# Marc Lammers

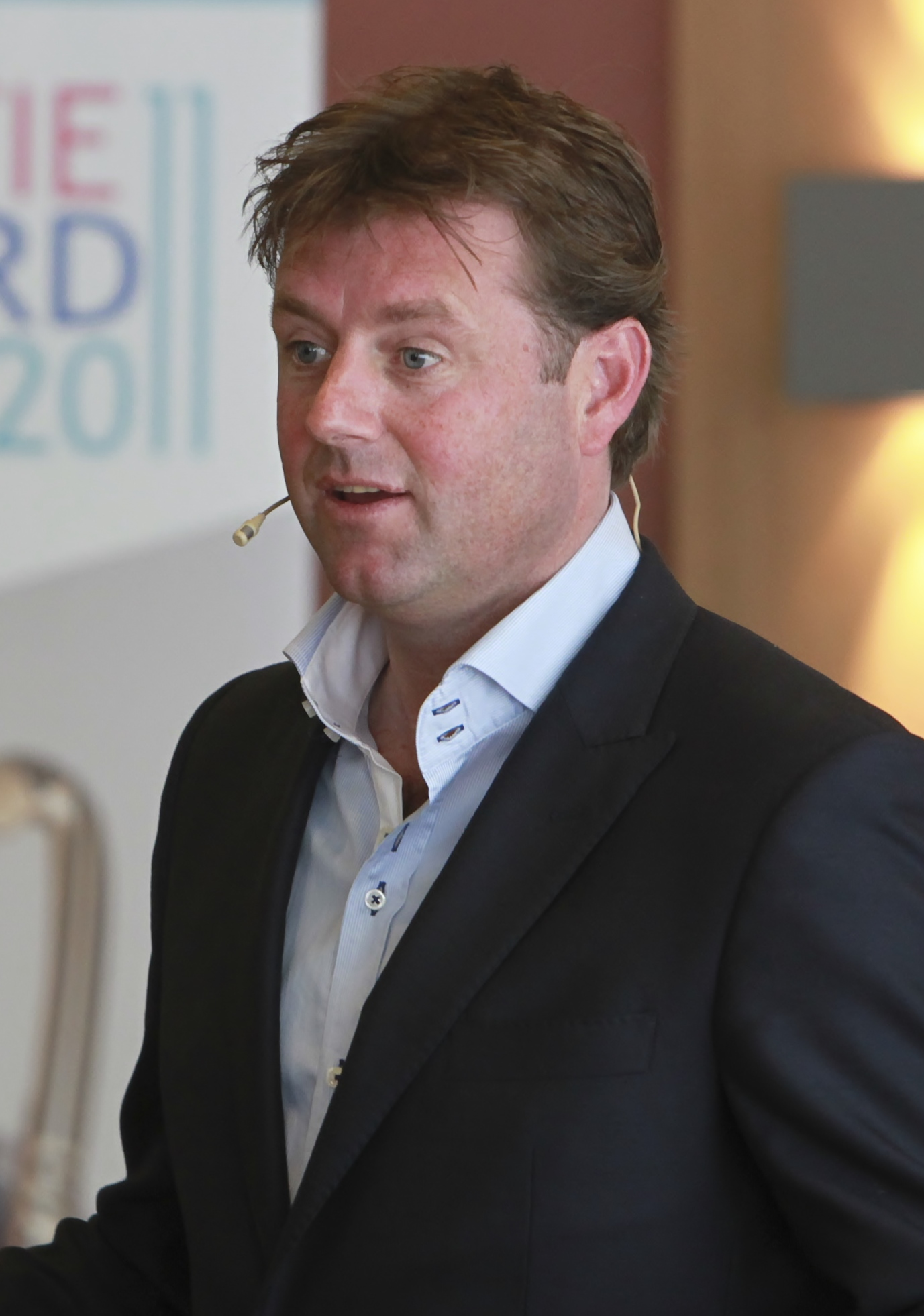
Marc Lammers 2011

Marc Lammers (* 15. März 1969 in Oss, Nordbrabant) ist ein ehemaliger Trainer der niederländischen Hockeynationalmannschaft der Damen, die unter seiner Regie bei der Feldhockey-Weltmeisterschaft der Damen 2006 und den Olympischen Sommerspielen 2008 jeweils die Goldmedaille gewann.

## Karriere
Vor seiner Trainerlaufbahn spielte Lammers selbst 16 Jahre lang in der Hoofdklasse bei HC ’s-Hertogenbosch, HC Tilburg und Oranje Zwart. Seine Trainerlaufbahn startete er bei der spanischen Hockeynationalmannschaft der Damen, mit denen er den vierten Platz bei den Olympischen Sommerspielen 2000 belegte.

## Laufbahn als Spieler
- 1985–1988: Den Bosch
- 1988–1989: Tilburg
- 1989–1992: Oranje Zwart
- 1992–1993: Cernusco (Italië)
- 1993–1998: HC 's-Hertogenbosch

## Erfolge als niederländischer Nationaltrainer
- Olympische Sommerspiele: Gold 2008; Silber 2004
- Feldhockey-Weltmeisterschaft: Gold 2006; Silber 2002
- Feldhockey-Europameisterschaft: Gold 2003, 2005; Silber 2007
- Champions Trophy der Damen: Gold 2004, 2005, 2007; Silber 2001; 2010;   Bronze 2002, 2003, 2006, 2008